# José María Clavel
José María Clavel Cucalón (Barcelona, 24 de julio de 1937) es un torero español.

## Biografía
Su primera actuación fue en Las Arenas de Barcelona a los once años de edad. Debutó con picadores en Valencia el 7 de octubre de 1951, con Fermín Murillo y Enrique Molina. Tomó la alternativa en Barcelona el 10 de julio de 1960, siendo su padrino Luis Miguel Dominguín y el testigo Jaime Ostos. El toro de la ceremonia se llamaba Rosalero de la ganadería de Samuel Hermanos. Esa tarde cortó una oreja a cada uno de sus toros. Confirmó la alternativa en Las Ventas el 23 de abril de 1961. Su padrino fue Pedro Martínez «Pedrés» y el testigo Luis Segura. El toro de su confirmación se llamaba Moscón de la ganadería de Salustiano Galache. Debutó en América en la plaza de toros de Acho en Lima el 22 de octubre de 1961, alternando con Gregorio Sánchez y Curro Romero. Posteriormente toreó en Ecuador, Colombia (donde repitió temporadas) y en Tijuana (México).[cita requerida]
Su percance más grave tuvo lugar en la feria de Cali de 1962, el 26 de diciembre, alternando con Diego Puerta y Paco Camino. Su última actuación fue en Palma de Mallorca, el 13 de septiembre de 1964.
Fue un torero de corte elegante y muy completo, reconocido estoqueador, y un extraordinario banderillero. Se le concedió el trofeo Maite por el mejor par de banderillas de la feria de San Isidro en Madrid del año 1961. Participó en la corrida de reinauguración de Las Ventas tras el incendio sucedido diez días antes, del 9 de julio de 1963, compartiendo cartel con Antonio Bienvenida y Pepe Cáceres.